# Nassinia bupaliata
Nassinia bupaliata là một loài bướm đêm trong họ Geometridae.